# Artifact Ridge
Die Artifact Ridge ist ein bis zu 2086 m hoher Gebirgskamm im Nordwesten der kanadischen Provinz British Columbia.

## Geographie
Die Artifact Ridge erstreckt sich von der Ostseite des Mount Edziza Volcanic Complex aus nach Südosten. Sie grenzt im Norden an das Bourgeaux Creek Valley, im Süden an das Artifact Creek Valley, im Osten an das Little Iskut River Valley und im Westen an das Kitsu Plateau. Der Kamm liegt am Südostende des Mount Edziza Provincial Park. Sein Name bezieht sich auf die Werkzeuge aus Obsidian-Abschlägen und die Lagerstätten früher Jäger der Tahltan. Der Destell Pass durchschneidet das äußerste westliche Ende der Artifact Ridge von Nord nach Süd.

## Geologie
Der Fuß der Artifact Ridge ist mit glazialen Tali und Erdrutsch-Ablagerungen bedeckt. Die ältesten exponierten Gesteine stammen aus dem Mesozoikum oder Paläozoikum und werden von miozänen Alkalibasalt-Strömen der Raspberry-Formation überlagert. Die Raspberry-Gesteine werden von abgelöschtem, hydrothermal verändertem und stark zertrümmertem miozänen Trachybasalt überlagert, aus welchen die subaquatischen Fazies der Little-Iskut-Formation besteht. Über diesen Gesteinen wiederum lagern miozäne trachybasaltische Lavaströme und Fluss-Brekzie, welche die oberen subaerischen Fazies der Little-Iskut-Formation bilden.
Die Little-Iskut-Gesteine werden von miozänen comenditischen oder trachytischen Lavaströmen und -domen der Armadillo-Formation überlagert, welche wiederum von pliozänen Alkalibasalten des Kounugu Member der Nido-Formation überlagert werden. Die jüngsten und höchstgelegenen Gesteine der Artifact Ridge sind pliozäne Alkalibasalt-Ströme des Kitsu Member der Spectrum-Formation, welche in Wechsellagerung mit fluvialem Geröll und  Paläoboden liegt.